# Servio Cornelio Scipione Salvidieno Orfito
Servio Cornelio Scipione Salvidieno Orfito (in latino Servius Cornelius Scipio Salvidienus Orfitus; fl. I secolo) è stato un politico romano, console nel 51.

## Biografia
Orfito fu console ordinario nel 51, insieme all'imperatore Claudio. Fu proconsole dell'Africa dal 62-63 sotto Nerone. Nel 65 fu l'autore della proposta di cambiare i nomi dei mesi di aprile, giugno e luglio in, rispettivamente, Neroneo, Claudio e Germanico. In seguito cadde in disgrazia e fu accusato di tradimento dal senatore Marco Aquilio Regolo. Fu condannato e giustiziato.